# 綠色道路 (英國)

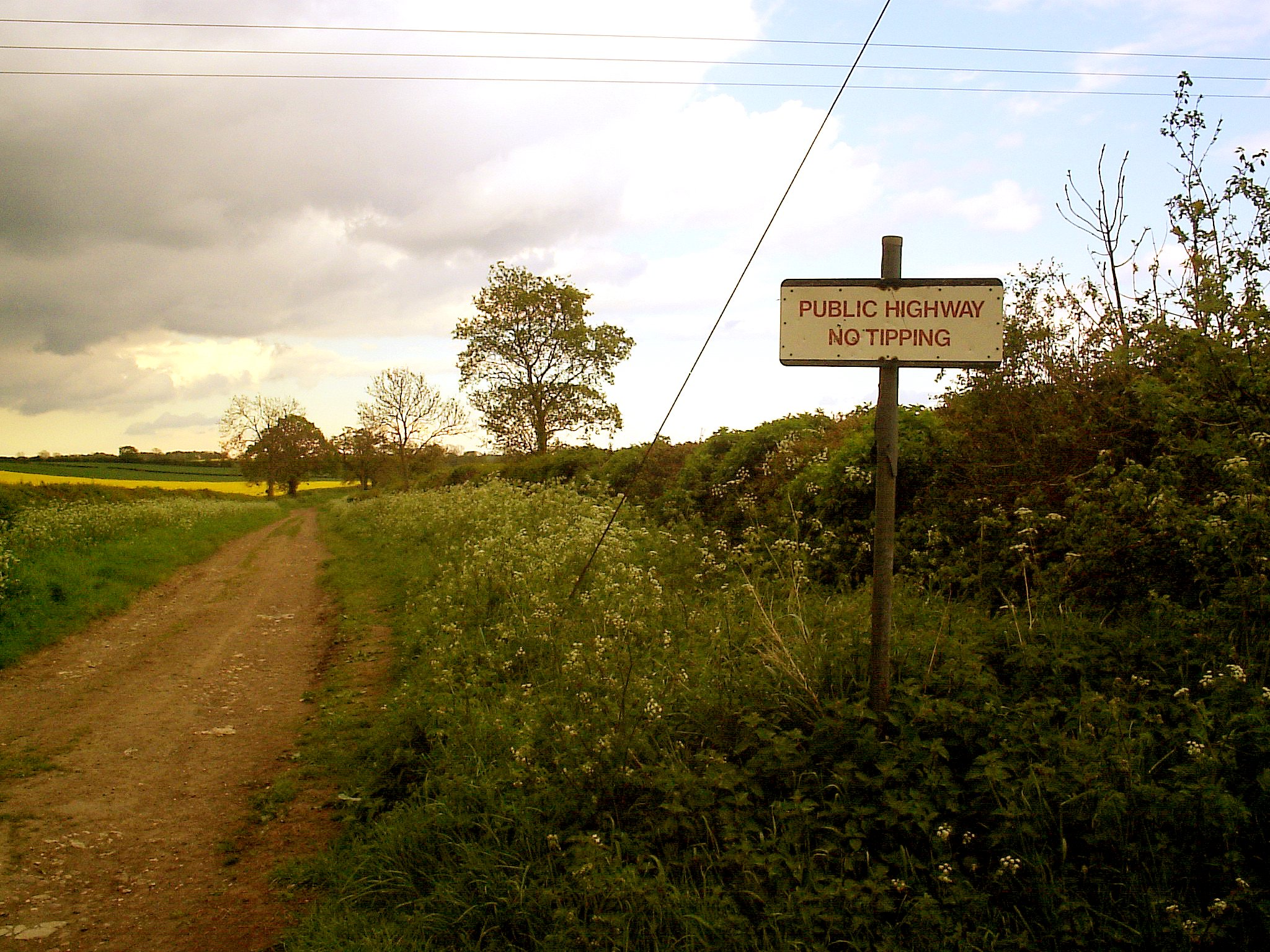
北安普敦郡格伦登的一條小路

綠色道路是英國的一種道路，通常是未鋪設柏油的鄉村小路。

## 英格蘭和威爾士地區
綠色道路通常沒有鋪設路面，並且可能很少被使用，因此表面不會產生磨損，任由植被自由生長，因此是“绿色”的，許多已經存在千年以上。

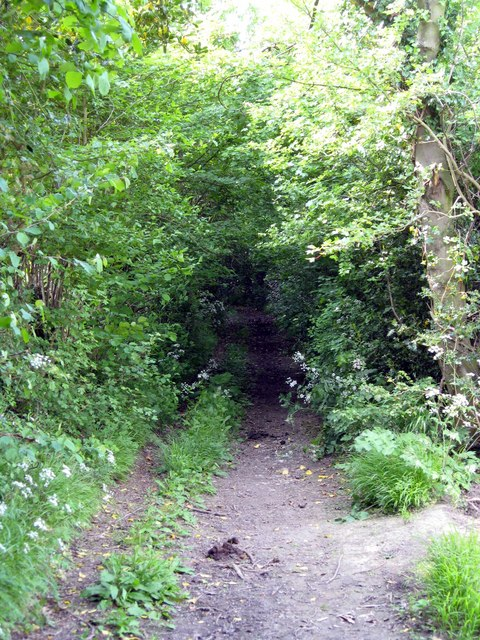
伍斯特郡一條雜草叢生的綠色道路。

根據目前公共通行权（Public rights-of-way, PROW）法，“綠色道路”一詞並非法律專有名詞。但它常指以下四種道路：
- 人行道僅供步行。
- 馬道可供行人、馬匹和自行車通行。
- 開放小路（BOAT，或僅稱“小路”）可以以任何方式通行。實際上，由于他們通常並未鋪設路面，通常只能駕駛小型車、越野摩托車通過。
- 限制小路（RB）允許行人、馬車和非機動車輛通過。限制小路取代了原先的公共道路 (Road used as a public path, RUPP)的劃分。

## 澤西地區

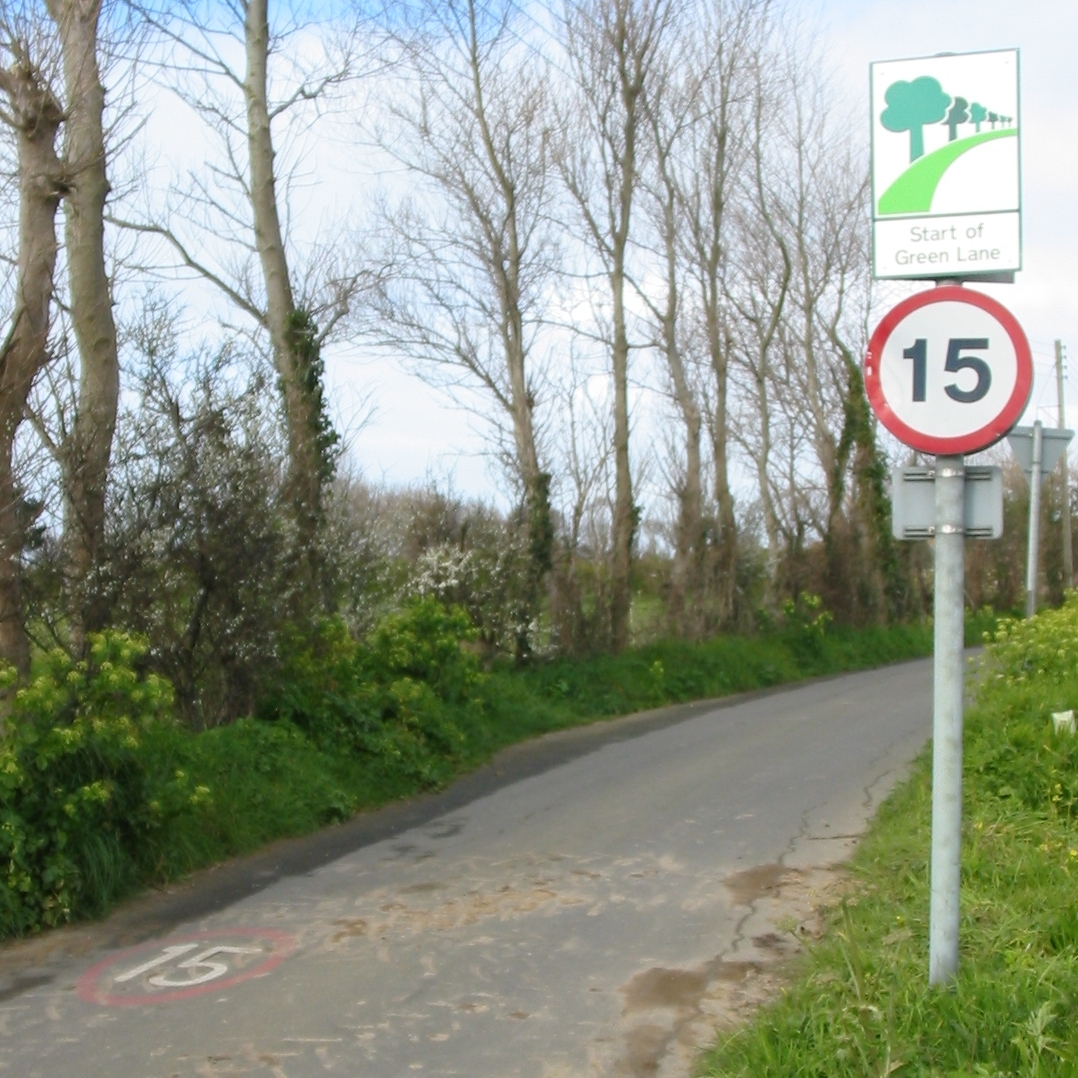
澤西島上的綠道標誌牌

在泽西岛，绿色通道是一条供行人、自行车和骑马者优先通行的道路， 有著15 mph（24 km/h）速度限制。第一条绿色通道于 1994 年在圣彼得設立。除圣救主堂和三一堂外，所有區域都加入了綠色通道系統，但由于圣救主堂和三一堂在分隔了島嶼的東西端，西边和东边的綠色通道没有连接起来。 

## 外部連結
- GLASS - 绿色道路協會 （页面存档备份，存于）
- TRF-- 越野车手联谊会 （页面存档备份，存于）
- LARA - 土地使用和重建协会 （页面存档备份，存于）
- 德文郡的交通地图包括小路。
- 康沃尔郡的交通地图包括126英里（203）的小路。
- 地理上可能或实际出现的绿色车道的照片